# Yser Racing Team
A Yser Racing Team é uma equipa de automobilismo de Portugal. Foi criada por Bernardo Moniz da Maia, um entusiasta do Todo-o-Terreno (TT) que começou a participar como piloto na cena nacional e ibérica do TT em 2004.

## História
A equipa Yser Racing Team foi fundada em Março de 2008, com a aquisição de dois BMW X3. Um para Bernardo Moniz da Maia, o mentor do projeto, e um outro para Filipe Campos. A primeira prova de 2008 foi o Rally Esporão, evento esse em que a equipa Yser Racing Team participou com dois carros da estrutura francesa Dessoude, tendo Filipe Campos obtido um 2º lugar. Com o objectivo de aprofundar o projeto, a equipa Yser efetuou uma viagem à Alemanha, às instalações da X-Raid (empresa que desenvolve os carros de Todo-o-Terreno da BMW). Bernardo conjuntamente com Sven Quant, responsável pela X-Raid, decidiram iniciar uma parceria inédita, tendo sido adquiridos os dois X3 e o apoio total da estrutura técnica da X-Raid.
A primeira prova dos dois novos BMW foi a Baja Terras d’el Rey, onde a Equipa Yser obteve um 2º e 3º lugar. Filipe Campos, que apenas tinha efetuado um pequeno teste antes da prova, provou nessa prova que iria ser um sério candidato ao título (a prova apenas ficou manchada pelos 2 furos do piloto do Porto). Por outro lado, e pela positiva, Bernardo Moniz da Maia consegui bater o famoso piloto de ralis Pedro Matos Chaves e terminou a prova no terceiro lugar.
Na prova seguinte, o Rally Serras do Norte, devido a compromissos já assumidos pela X-Raid (os carros foram para uma prova na Hungria e os novos ainda estavam em construção), a Equipa teve que se socorrer ao aluguer de duas viaturas (Nissan e Isuzu). Ainda assim Filipe Campos obteve um 2º lugar, tendo Bernardo Moniz da Maia alcançado um 9º lugar. 
Da quarta prova e até final do campeonato a Equipa Yser rodou sempre em BMW. 
No primeiro ano da Equipa YSER os objetivos foram totalmente cumpridos: Filipe Campos foi Campeão Nacional de Todo-o-terreno. Como tal, Filipe Campos foi campeão nacional, vencedor da categoria “diesel” e da Taça dos “Veteranos” junto a seu co-piloto, Jaime Baptista.
O ano de 2009 teve grandes êxitos para a equipe novamente. O time conseguiu duas dobradinhas, com a conquista dos títulos de campeão e vice-campeão de Portugal, através de, respectivamente, Filipe Campos e Bernardo Moniz da Maia, pela mesma ordem, a garantirem o primeiro e segundo lugares no Troféu Ibérico.
No ano de 2010 Filipe Campos e Jaime Baptista alcançaram mais um título, o quarto na carreira do piloto do Porto. Campos venceu três provas à geral (Serras do Norte, Terras d'El Rei e Terras da Raia) e foi ainda segundo classificado no Rali Estoril/Marraquesh, prova que marcou a estreia da equipa em solo africano. Campos venceu o título de T1 e de Veteranos. Por seu turno Bernardo Moniz da Maia deu à equipa uma “dobradinha” no Rali Terras d'El Rei na qual o piloto assegurou um brilhante segundo lugar. Maia terminou o ano com o terceiro lugar em termos de categoria T1. A época ficou marcada também pelo triunfo de Joana Sotto-Mayor (ao lado de Filipe Campos) no Rali Terras da Raia, tendo esta sido a primeira vitória de uma mulher portuguesa em provas do Campeonato de Portugal de TT. Os resultados da equipa permitiram à X-Raid garantir mais um título de equipas.
Em 2011 a Yser Racing Team participa na primeira prova do Campeonato Nacional de Todo-o-Terreno (CPTT) em Março - Baja Carmim 2011 - para testar o seu grau de competitividade face às novas medidas impostas pela FPAK, mas a quase impossível vitória de Filipe Campos/ Jaime Baptista e o 5º lugar de Bernardo Moniz da Maia/ Joana Sotto-Mayor levaram a equipa a abandonar o CPTT e a apostar na internacionalização. Foi assim que em Julho participou na prova da Taça do mundo Baja Aragon onde Filipe Campos/ Jaime Baptista obtiveram o 1º Lugar do pódio e, a estrear o novo Mini All4 Racing X-Raid, Bernardo Moniz da Maia/ Joana Sotto-Mayor alcançaram o 8º lugar da geral. A fechar o ano, a Equipa participa na também prova da Taça do Mundo Baja Portalegre (25ª edição que ocorre em final de Outubro), na qual a dupla Filipe Campos/ Jaime Baptista a estrear, por sua vez, um novíssimo Mini All4 Racing X-Raid, tem um grande vitória após se encontrar a perder para o primeiro lugar, a meio da prova, cerca de mais de cinco minutos. Já Bernardo Moniz da Maia/ Joana Sotto-Mayor recuperam de um 15º lugar no primeiro dia de prova para vir a repetir a mesma posição da Baja Aragon, o 8º lugar da Geral.

## Resultados na carreira
2011
FILIPE CAMPOS/JAIME BAPTISTA - 1º lugar - BERNARDO MONIZ DA MAIA/JOANA SOTTO-MAYOR - 8º lugar - 25ª Baja Portalegre
FILIPE CAMPOS/JAIME BAPTISTA - 1º lugar - BERNARDO MONIZ DA MAIA/JOANA SOTTO-MAYOR - 8º lugar - Baja Aragón 2011
FILIPE CAMPOS/JAIME BAPTISTA - 1º lugar - BERNARDO MONIZ DA MAIA/JOANA SOTTO-MAYOR - 5º lugar - Baja TT Carmin 2011
2010
FILIPE CAMPOS/JAIME BAPTISTA- 2º Lugar (1º no CPTT) - Baja 500 Portalegre
FILIPE CAMPOS/JOANA SOTTO-MAYOR -1º Lugar - Rali TT Terras da Raia
FILIPE CAMPOS/JAIME BAPTISTA -2º Lugar (1º no CPTT) - Rali Estoril-Marraquesh
FILIPE CAMPOS/JAIME BAPTISTA -1º Lugar - Baja Terras d'El Rei
FILIPE CAMPOS/JAIME BAPTISTA -1º Lugar - Rali TT Serras do Norte
BERNARDO MONIZ DA MAIA/JOANA SOTTO-MAYOR - 8º Lugar (4º no CPTT) - Baja 500 Portalegre
BERNARDO MONIZ DA MAIA/JOANA SOTTO-MAYOR - 6º Lugar (2º no CPTT) - Rali Estoril-Marraquesh
BERNARDO MONIZ DA MAIA/JOANA SOTTO-MAYOR - 7º Lugar - Baja Cidade de Beja 
BERNARDO MONIZ DA MAIA/JOANA SOTTO-MAYOR - 9º Lugar - Ervideira Rally TT (6º no CPTT)
BERNARDO MONIZ DA MAIA/JOANA SOTTO-MAYOR - 2º Lugar - Baja Terras d'El Rei
BERNARDO MONIZ DA MAIA/JOANA SOTTO-MAYOR - 9º Lugar - Rali TT Serras do Norte
2009
FILIPE CAMPOS/JAIME BAPTISTA -1º Lugar – Baja 500 Portalegre
FILIPE CAMPOS/JAIME BAPTISTA -2º Lugar - Rali TT Terras da Raia
FILIPE CAMPOS/JAIME BAPTISTA -1º Lugar - Baja Tierras d’El Cid
FILIPE CAMPOS/JAIME BAPTISTA - 1º Lugar - Baja Cidade de Beja
FILIPE CAMPOS/JAIME BAPTISTA - 3º Lugar - Baja Aragon Espanha
FILIPE CAMPOS/JAIME BAPTISTA - 1º Lugar - Baja TT Serra de Monchique
FILIPE CAMPOS/JAIME BAPTISTA - 2º Lugar – Baja Terras d’el Rei
FILIPE CAMPOS/JAIME BAPTISTA - 2º Lugar - Ervideira Rally TT
BERNARDO MONIZ DA MAIA/JOANA SOTTO-MAYOR - 6º Lugar (3º no CPTT ) - Baja 500 Portalegre
BERNARDO MONIZ DA MAIA/JOANA SOTTO-MAYOR - 3º Lugar - Rali TT Terras da Raia
BERNARDO MONIZ DA MAIA/JOANA SOTTO-MAYOR - 2º Lugar - Baja Tierras d’El Cid
BERNARDO MONIZ DA MAIA/JOANA SOTTO-MAYOR - 4º Lugar - Baja Cidade de Beja
BERNARDO MONIZ DA MAIA/JOANA SOTTO-MAYOR - 10º Lugar - Baja Aragon Espanha
BERNARDO MONIZ DA MAIA/JOANA SOTTO-MAYOR - 3º Lugar (1º no CPTT) - Rali Vodafone Transibério 
BERNARDO MONIZ DA MAIA/JOANA SOTTO-MAYOR - 3º Lugar - Baja TT Serra de Monchique
BERNARDO MONIZ DA MAIA/JOANA SOTTO-MAYOR - 4º Lugar - Baja Terras d’el Rei
BERNARDO MONIZ DA MAIA/JOANA SOTTO-MAYOR - 5º Lugar - Ervideira Rally TT
2008
FILIPE CAMPOS/JAIME BAPTISTA - 2º Lugar (1º Português) - Baja Portalegre (Taça FIA de Bajas)
FILIPE CAMPOS/JAIME BAPTISTA - 1º Lugar - Rali TT Castelo Branco
FILIPE CAMPOS/JAIME BAPTISTA - 7º Lugar (1º Português) - PAX Rally (Dakar Series)
FILIPE CAMPOS/JAIME BAPTISTA - 2º Lugar - Rali TT Montes Alentejanos
FILIPE CAMPOS/JAIME BAPTISTA - 3º Lugar (1º Português) - Baja Espanha/Arágon (Taça FIA de Bajas)
FILIPE CAMPOS/JAIME BAPTISTA - 1º Lugar - Baja Serra de Monchique
FILIPE CAMPOS/JAIME BAPTISTA - 3º Lugar (1º Português) - Rali Transibérico (Taça do Mundo)
FILIPE CAMPOS/JAIME BAPTISTA - 2º Lugar - Rali TT Serras do Norte
FILIPE CAMPOS/JAIME BAPTISTA - 2º Lugar - Baja Terras d’el Rey
FILIPE CAMPOS/JAIME BAPTISTA - 2º Lugar - Rali TT Esporão Vindimas
BERNARDO MONIZ DA MAIA/JOANA SOTTO-MAYOR - 11º Lugar - Baja Portalegre
BERNARDO MONIZ DA MAIA/JOANA SOTTO-MAYOR - 5º Lugar - Baja Montes Alentejanos
BERNARDO MONIZ DA MAIA/JOANA SOTTO-MAYOR - 13º Lugar - Rali Vodafone Tranibérico
BERNARDO MONIZ DA MAIA/JOANA SOTTO-MAYOR - 9º Lugar - Rali Serras do Norte
BERNARDO MONIZ DA MAIA/JOANA SOTTO-MAYOR - 3º Lugar - Baja Terras d’el Rey